# Monumento naturale Parco della Cellulosa
Il monumento naturale Parco della Cellulosa è un'area naturale protetta istituita nel 2006 compresa nel quartiere Casalotti, nel comune di Roma.
Il nome deriva dalla presenza di due zone un tempo sfruttate dall'ex Ente nazionale per la cellulosa e la carta (ENCC), collegate tra loro dal fosso Galeria. Il parco occupa una superficie di 100 ettari.

## Storia
Il parco è stato fortemente voluto da un gruppo di cittadini del quartiere che hanno costituito nel 2005 il Comitato per la Tutela e la Salvaguardia del Parco della Cellulosa, che ha visto il suo impegno per l'istituzione del parco a Monumento Naturale con il decreto del presidente della regione Lazio n. 165, 11 maggio 2006. Da allora i volontari del Comitato curano le aree verdi e organizzano numerose attività nell'area, con il sostegno dei cittadini, delle numerose associazioni del territorio e collaborando con l'ente RomaNatura in più occasioni.

## Fauna
L'avifauna annovera l'upupa, la poiana, il parrocchetto dal collare, l'allocco e la civetta. Si possono seguire le tracce dell'istrice, del tasso e della volpe. Di solito, questi animali non si fanno vedere quando gli umani sono nel parco.

## Flora
Nel parco sono presenti l'eucalipto, la mimosa,il noce, il pino, la quercia, il leccio, l'alloro, l'acero americano, l'olmo, la broussonetia papyrifera. Lungo il fosso crescono in abbondanza l'equiseto e altre specie botaniche ripariali.

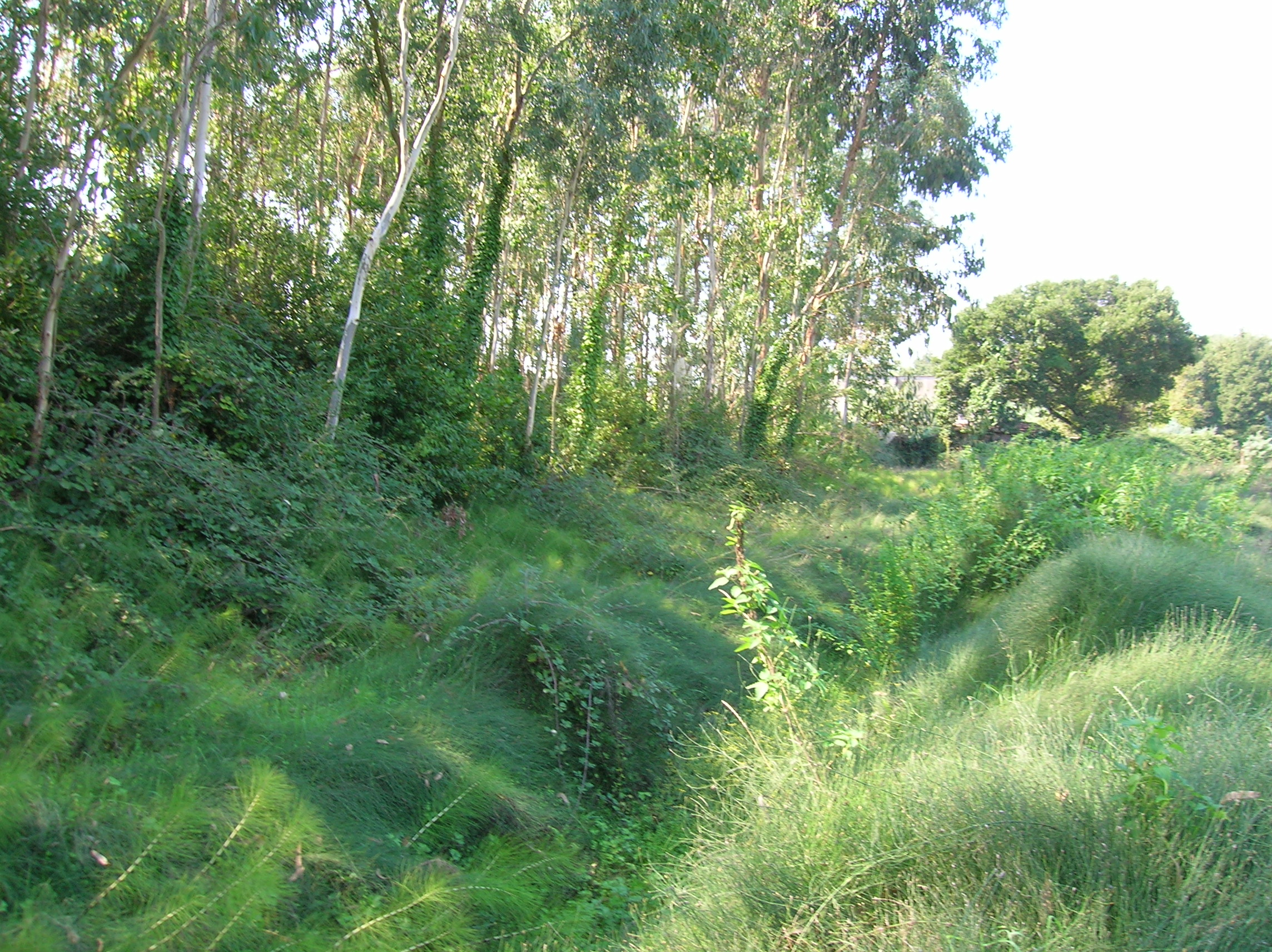
L'equiseto e la tipica vegetazione ripariale lungo il fosso
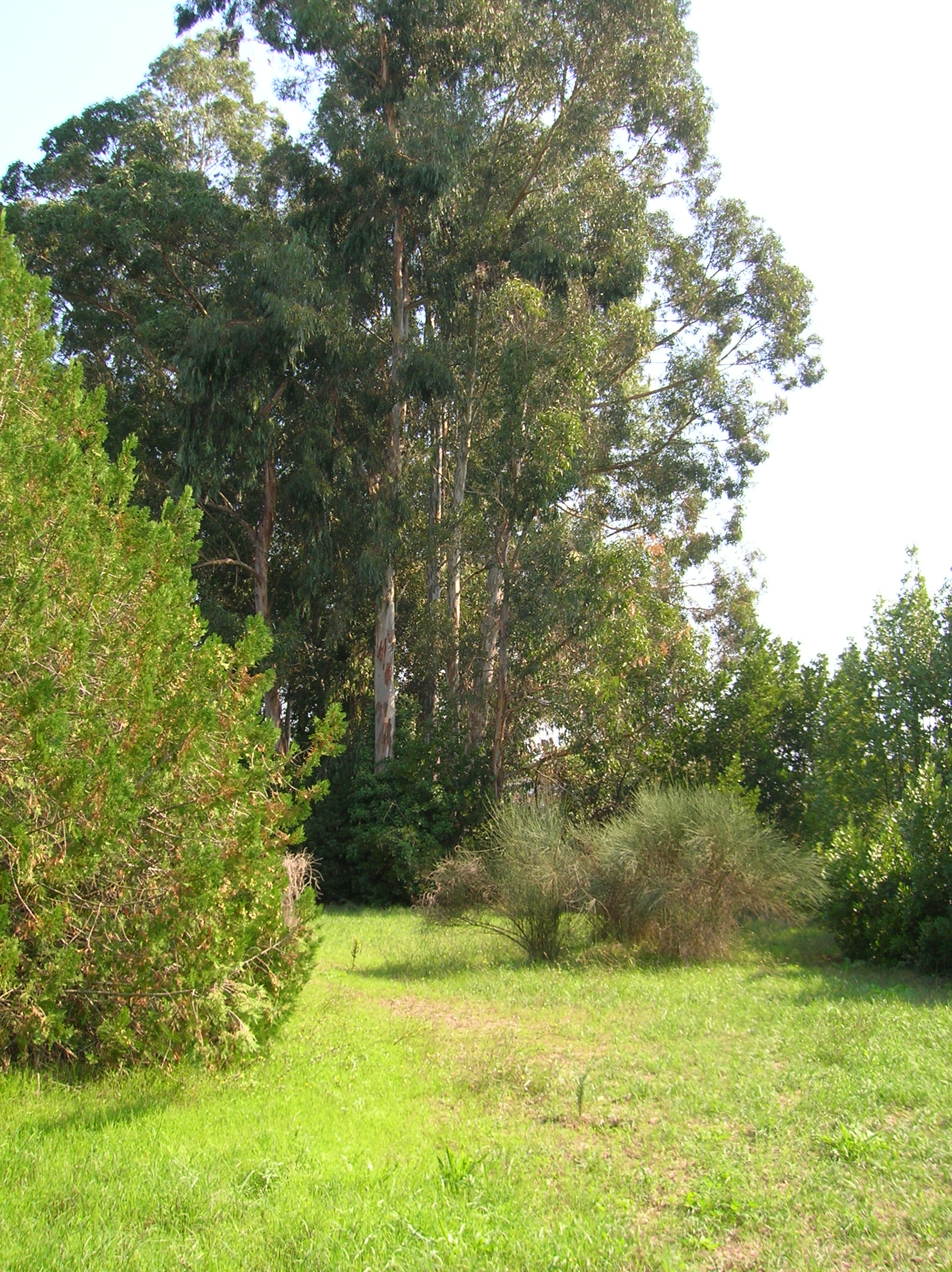

## Accessi
Il parco è raggiungibile da via di Casalotti con la linea bus 146 dalla fermata Battistini e con la linea bus 905 dalla fermata Cornelia della Metro A.

## Attività
Tra le attività che si sono svolte nel Parco della Cellulosa ci sono il riuso del legno, con l'atelier del legno, le gare di orienteering, le mostre fotografiche, varie attività ludiche e cultural-ambientali volte al coinvolgimento del quartiere. A maggio 2024 alcune parti del parco sono chiuse. 
Nel parco è disponibile su richiesta anche l'accesso alla zona wi-fi.